# PES 2015
(Slogan del gioco)
PES 2015 (sottotitolato Pro Evolution Soccer) è un videogioco di calcio, sviluppato da Konami e facente parte della celebre serie di PES.
La cover star di questa edizione è Mario Götze, mentre per la versione giapponese è Keisuke Honda.

## Squadre e competizioni presenti

### Coppe
- UEFA Champions League
- UEFA Europa League
- Supercoppa UEFA
- CONCACAF Champions League
- Copa Bridgestone Libertadores
- Copa Total Sudamericana
- Recopa Sudamericana
- Asian Champions League
- Mondiale per Club (Senza licenza)
- FIFA World Cup (Senza licenza)
- Campionato europeo di calcio (Senza licenza)
- Coppa d'Africa (Senza licenza)
- Coppa d'Asia (Senza licenza)
- Copa América (Senza licenza)

### Campionati
- Barclays Premier League:  Manchester Utd unica squadra con licenza, lega senza licenza.
- Sky Bet Championship: Tutte le 24 squadre senza licenza, lega senza licenza.
- Ligue 1: Tutte le 20 squadre con licenza, lega con licenza.
- Ligue 2: Tutte le 20 squadre con licenza, lega con licenza.
- Serie A TIM: Tutte le 20 squadre con licenza, lega senza licenza.
- Serie B: Tutte le 22 squadre senza licenza, lega senza licenza.
- Eredivisie: Tutte le 18 squadre con licenza, lega con licenza.
- Primera División: Tutte le 20 squadre con licenza, lega con licenza.
- Liga Adelante: Tutte le 20 squadre con licenza, lega con licenza.
- Primeira Liga:  Belenenses,  Benfica,  Braga,  Boavista,  Estoril Praia,  Gil Vicente,  Moreirense,  Porto e  Sporting Lisbona  Vitória Guimarães  Vitória Setúbal con licenza, lega senza licenza.
- Primera División: Tutte le 20 squadre con licenza, lega con licenza.
- Brasileiro Série A: Tutte le 20 squadre con licenza, lega senza licenza.

Campionati falsi (senza licenza): Europa, Sudamerica e Asia
- Campionato PEU: 20 squadre europee completamente personalizzabili. (Prendono parte alla Champions League e all'Europa League)
- Campionato PLA: 20 squadre sudamericane completamente personalizzabili. (Prendono parte alla Copa Libertadores).
- Campionato PAS: 20 squadre asiatiche completamente personalizzabili. (Prendono parte all'AFC Champions League)

### Coppe Nazionali
- FA Cup (senza licenza)
- Community Shield(senza licenza)
- Coupe de France (senza licenza)
- Supercoppa francese(senza licenza)
- Coppa Italia (senza licenza)
- Supercoppa italiana (senza licenza)
- KNVB Cup (senza licenza)
- Supercoppa d'Olanda (senza licenza)
- Copa del Rey (senza licenza)
- Supercopa de España (senza licenza)
- Taça de Portugal (senza licenza)
- Supercoppa Portoghese (senza licenza)
- Copa Argentina (senza licenza)
- Supercopa Argentina (senza licenza)
- Copa do Brasil (senza licenza)

### Altre squadre (Europa)
1 = Aggiunte con il DLC 1.0.
2 = Aggiunte con il DLC 2.0.
- Qarabağ1
- Club Bruges1
- Genk1
- Gent1
- AEL Limassol
- APOEL
- Sparta Praga1
- Aalborg
- Copenaghen
- HJK1
- Bayer Leverkusen1
- Bayern Monaco1
- Schalke 041
- Olympiacos
- Panathīnaïkos
- Legia Varsavia1
- Wisła Cracovia1
- CSKA Mosca
- Basilea2
- Beşiktaş2
- Galatasaray
- Šachtar

### Altre squadre (Americhe)
- Vasco da Gama

### Altre squadre (Asia)
- Al-Nassr

### Copa Bridgestone Libertadores
Questi club possono essere utilizzati anche in una partita amichevole
| - Arsenal Sarandí - Lanús - Newell's Old Boys - San Lorenzo - Vélez Sarsfield - Bolívar - Oriente Petrolero - The Strongest - Atlético Mineiro - Athl. Paranaense - Botafogo - Cruzeiro - Flamengo - Grêmio - O'Higgins - Unión Española - Universidad de Chile - Atlético Nacional - Deportivo Cali | - Santa Fe - LDU Quito - Emelec - Independiente del Valle - León - Monarcas Morelia - Santos Laguna - Cerro Porteño - Guaraní - Nacional - Real Garcilaso - Sporting Cristal - Univ. Sucre - Defensor Sporting - Nacional - Peñarol - Caracas - Dep. Anzoátegui - Zamora FC |

### Copa Total Sudamericana 2014
Questi club fanno possono essere utilizzati anche in una partita amichevole
| - Vélez Sarsfield - Lanús - River Plate - Racing Club - Belgrano - San Lorenzo - Oriente Petrolero - The Strongest - Blooming - Real Potosí - San Paolo - Náutico - Coritiba - Ponte Preta - Bahia - Portuguesa - Criciúma - Vitória - Sport Recife - Colo-Colo - Universidad Católica - Universidad de Chile - Cobreloa - Atlético Nacional | - La Equidad - Deportivo Pasto - Itagüí Ditaires - Barcelona SC - Emelec - LDU Loja - Independiente del Valle - Libertad - Cerro Porteño - Nacional - Guaraní - Juan Aurich - Melgar - Sport Huancayo - Inti Gas Deportes - Peñarol - River Plate (M) - El Tanque Sisley - Montevideo Wanderers - Dep. Anzoátegui - Deportivo Lara - Trujillanos - Mineros |

### AFC Champions League
Questi club possono essere utilizzati anche in una partita amichevole
| - C.C. Mariners - Melbourne Victory - Western Sydney - Beijing Guoan - Guangzhou E. - Guizhou Renhe - Shandong Taishan - Persepolis - Foolad - Naft Teheran - Tractor Sazi - Cerezo Osaka - Sanfrecce Hiroshima - Kawasaki Frontale - Yokohama F·Marinos - Al-Rayyan | - Al-Sadd - Al-Jaish - Lekhwiya - Al-Fateh - Al-Ittihad - Al-Hilal - Al-Shabab - Seoul - Jeonbuk Hyundai - Pohang Steelers - Ulsan HD - Buriram Utd - Al-Ahli - Al-Ain - Al-Jazira - Bunyodkor |

### Nazionali

#### Europa
- Albania
- Austria
- Belgio
- Bosnia ed Erzegovina1
- Bulgaria
- Croazia1
- Danimarca
- Finlandia
- Francia
- Galles1
- Germania
- Grecia
- Inghilterra

- Irlanda
- Islanda
- Israele
- Italia
- Paesi Bassi
- Irlanda del Nord1
- Norvegia
- Polonia
- Portogallo
- Rep. Ceca1
- Romania
- Russia

- Scozia
- Serbia
- Slovacchia1
- Slovenia
- Spagna
- Svezia
- Svizzera
- Turchia1
- Ucraina1
- Ungheria
- Liechtenstein

#### Africa
- Algeria1
- Burkina Faso1
- Camerun
- Costa d'Avorio
- Egitto
- Liberia

- Ghana1
- Guinea

- Mali1
- Marocco
- Nigeria1

- Senegal1
- Sudafrica
- Togo
- Tunisia1
- Zambia1

#### Nordamerica
- Costa Rica
- Honduras1
- Giamaica1

- Messico1
- Panama1
- Stati Uniti1
- Canada

#### Sudamerica
- Argentina
- Bolivia
- Brasile
- Cile
- Colombia

- Ecuador1
- Paraguay1
- Perù
- Uruguay
- Venezuela1

#### Asia e Oceania
- Arabia Saudita1
- Australia
- Cina1
- Corea del Nord1
- Corea del Sud1
- Emirati Arabi Uniti1

- Iran1
- Iraq1
- Giappone1 (solo nella versione giapponese con licenza)
- Giordania1
- Kuwait1
- Libano1
- Turkmenistan

- Nuova Zelanda
- Oman1
- Qatar1
- Thailandia1
- Uzbekistan
- India

#### Nazionali classiche
- European Classics1
- World Classics1

In grassetto le nazionali con licenza completa, che comprende divise, volti e nomi reali.
1 = squadra con i nomi dei giocatori fittizi.

## Aggiornamenti

### DLC
DLC 1.00
È stato pubblicato il 9 novembre 2014 (prima del rilascio ufficiale del gioco) per PS4, Xbox One, PS3, Xbox 360 e PC. Il DLC aggiunge 9 nuove squadre europee (Slovan Bratislava, Partizan Belgrado, Maccabi Tel Aviv, Ludogorets Razgrad, HJK Helsinki, FK Qarabağ, Legia Warszawa, Sparta Praha), aggiunge la Coppa Sudamericana 2014 con le relative squadre partecipanti, aggiorna le rose al calciomercato estivo, aggiunge e migliora circa 80 volti, sistema alcune divise e aggiunge 8 nuovi scarpini Adidas, Nike e Puma.

#### DLC 2.00
È stato pubblicato il 16 dicembre 2014 per PS4, Xbox One, PS3, Xbox 360 e PC. Il Dlc aggiunge 4 nuove squadre europee (Beşiktaş, Basilea, Maribor, BATĖ Borisov), miglioramento di 73 volti tra cui Mario Götze, Aaron Ramsey, José María Callejón, Iker Muniain, Gerard Deulofeu e Luke Shaw. Aggiunge i nuovi modelli di scarpe Adidas, Mizuno e Umbro, nuovi palloni tra cui l'Adidas Pro Ligue 1 (per il campionato francese) e l'Adidas Connect 15. Aggiornamento delle divise dell'Estudiantes La Plata e River Plate e in più quella della Nazionale tedesca.

#### DLC 3.00
È stato pubblicato il 5 febbraio 2015 per PS4, Xbox One, PS3, Xbox 360 e PC. Sono state apportate miglioramenti alle modalità di PES 2015, tra cui My club, il campionato master, diventa un mito e le competizioni online.

#### DLC 4.00
È stato pubblicato il 12 marzo 2015 per PS4, Xbox One, PS3, Xbox 360 e PC. Il DLC aggiorna i trasferimenti invernali, aggiunge oltre 60 nuovi volti ai giocatori tra cui Simone Zaza, Alberto Gilardino, Paulo Dybala, Xherdan Shaqiri, Adem Ljajić, Kalidou Koulibaly, Álvaro Recoba. Implementa tre nuovi stadi (Estadio Alberto Jacinto Armando, Burg Stadium, Stadio Orione) solo per PS4 e Xbox One, 11 nuovi scarpini, 2 nuovi palloni e aggiorna le statistiche di diversi giocatori.

## Telecronisti
- Versione italiana: Fabio Caressa e Luca Marchegiani.
- Versione inglese: Jon Champion e Jim Beglin.
- Versione francese: Grégoire Margotton e Darren Tulett.
- Versione spagnola: Carlos Martínez e Julio Maldonado.
- Versione argentina: Mariano Closs e Fernando Niembro.
- Versione brasiliana: Silvio Luiz e Mario Beting.
- Versione portoghese: Pedro Sousa e Luís Freitas Lobo.
- Versione cilena: Fernando Solabarrieta e Patricio Yañez.
- Versione latinoamericana: Christian Martinoli e Luis García.
- Versione giapponese: Jon Kabira e Hiroshi Nanami.
- Versione araba: Raouf Khlif.
- Versione turca: Ali Kerim Öner e Hasan Ali Mustan.

## Colonna sonora
1. American Authors - Best Day of My Life
2. Avicii - Wake Me Up
3. Bastille - Pompeii
4. Bombay Bicycle Club - Luna
5. Calvin Harris featuring. Ellie Goulding - I Need Your Love
6. Cold War Kids - Miracle Mile
7. Imagine Dragons - Demons
8. Linkin Park - All for Nothing
9. Morning Parade - Shake the Cage
10. The Preatures - Is This How You Feel?
11. Wilkinson - Afterglow

## Stadi

### Con licenza ufficiale
1 = Aggiunti con il DLC 4.0.
|    | Stadio                     | Nazione     | Squadra        |
| -- | -------------------------- | ----------- | -------------- |
| 1  | Allianz Arena              | Germania    | Bayern Monaco  |
| 2  | Olympiastadion Berlin      | Germania    | Hertha Berlino |
| 3  | National Stadium in Warsaw | Polonia     | Legia Varsavia |
| 4  | Old Trafford               | Inghilterra | Manchester Utd |
| 5  | Giuseppe Meazza            | Italia      | Inter          |
| 6  | San Siro                   | Italia      | Milan          |
| 7  | Juventus Stadium           | Italia      | Juventus       |
| 8  | Estádio do Morumbi         | Brasile     | San Paolo      |
| 9  | Estádio Urbano Caldeira    | Brasile     | Santos         |
| 10 | Estádio Alberto J.Armando1 | Argentina   | Boca Juniors   |
| 11 | El Monumental              | Argentina   | River Plate    |
| 12 | Saitama Stadium            | Giappone    | Urawa Reds     |

### Senza licenza
|    | Stadio                    |
| -- | ------------------------- |
| 13 | Konami Stadium            |
| 14 | Royal London Stadium      |
| 15 | Estadio De Escorpião      |
| 16 | Estadio del Nuevo Triunfo |
| 17 | Burg Stadion1             |
| 18 | Studio Orione1            |